# Xanthium strumarium
Bardana-menor (Xanthium strumarium) é uma espécie de planta com flor pertencente à família Asteraceae.
A autoridade científica da espécie é L., tendo sido publicada em Species Plantarum 2: 987. 1753.

## Portugal
Trata-se de uma espécie presente no território português, nomeadamente os seguintes táxones infraespecíficos:
- Xanthium strumarium subsp. italicum - presente em Portugal Continental e no Arquipélago dos Açores. Em termos de naturalidade é nativa de Portugal Continental e introduzida no Arquipélago dos Açores. Não se encontra protegida por legislação portuguesa ou da Comunidade Europeia.
- Xanthium strumarium subsp. strumarium - presente em Portugal Continental, no Arquipélago dos Açores e no Arquipélago da Madeira. Em termos de naturalidade é nativa de Portugal Continental e introduzida no Arquipélago dos Açores e no Arquipélago da Madeira. Não se encontra protegida por legislação portuguesa ou da Comunidade Europeia.